# Урадъярви
Урадъярви — озеро на территории Ведлозерского сельского поселения Пряжинского района Республики Карелия.

## Общие сведения
Площадь озера — 0,5 км². Располагается на высоте 77,4 метров над уровнем моря.
Форма озера продолговатая: вытянуто с северо-запада на юго-восток. Берега преимущественно заболоченные.
Из южной оконечности озера вытекает ручей, текущий по болоту Урадсуо и впадающий в реку Видлица.
Населённые пункты возле озера отсутствуют. Ближайший — посёлок Койвусельга — расположен в 3 км к северо-западу от озера.
Код объекта в государственном водном реестре — 01040300211102000014466.